# Denkmalgeschützte Objekte in Hall in Tirol
In der Stadt Hall in Tirol gibt es 352 denkmalgeschützte Objekte. Die unten angeführte Liste führt zu den einzelnen Listen, nach Straßennamen aufgegliedert.
| Liste der Stadtteile | Objektanzahl |
| -------------------- | ------------ |
| Hall in Tirol A–L    | 105          |
| Hall in Tirol M–Sa   | 113          |
| Hall in Tirol Sc–Z   | 134          |
| Summe Hall in Tirol  | 352          |